# Cyrtolophosididae
Famille
Les Cyrtolophosididae sont une famille de Ciliés de la classe des Colpodea et de l’ordre des Cyrtolophosidida.

## Étymologie
Le nom de la famille vient du genre type Cyrtolophosis, dérivé du grec ancien κυρτός /  curtos, « courbé, bombé », et λοφωσις  / lophosis, « portant une crête », en référence à la forme de l'organisme.

## Description
Stokes en 1885, fait la description suivante du genre type : 

« Animalcules ovales, de forme persistante, entièrement ciliés, les cils adoraux différents de ceux de la surface générale, l'extrémité antérieure portant un faisceau de longs poils vibratiles recourbés distalement ; sécrétant et habitant un zoœcytium diversement modifié, mucilagineux, granuleux, auquel ils ne sont nullement attachés et d'où ils peuvent passer à volonté ; ouverture buccale à l'extrémité postérieure d'un sillon creusé, allongé, traversant longitudinalement la partie antérieure de la face ventrale, portant sur son bord droit une série de cirroses, cils adoraux ; noyau et vésicule contractile unique, bien visible ; ouverture anale postéro-terminale. »

## Liste des genres
Selon GBIF (14 novembre 2022) :
- Apocyrtolophosis Foissner, Bourland, Wolf, Stoeck & Dunthorn, 2014
- Aristerostoma Kahl, 1926
- Balantiophorus
- Cyrtolophosis Stokes, 1885
- Pseudocyrtolophosis

Erna Aessht (2018) y inclus aussi : 
- Plesiocaryon Foissner, Agatha & Berger, 2002[3].

## Systématique
Le nom valide de ce taxon est Cyrtolophosididae Stokes, 1888.
D'après Lynn, la famille des Cyrtolophosididae a deux synonymes : Cyrtolophosiidae Stokes, 1888 et  Cyrtolophosidae Foissner, 1978.